# Kostel Narození Páně (Opočno)
Kostel Narození Páně je římskokatolický kostel v Opočně na Kupkově náměstí. Až do nástupu komunistického režimu v roce 1948 sloužil jako klášterní kostel opočenského kláštera kapucínů. Z architektonického hlediska je kostel typicky kapucínskou prostou stavbou. Vedle kostela Nejsvětější Trojice je jedním ze dvou funkčních římskokatolických kostelů v Opočně. Je chráněn jako kulturní památka České republiky.

## Historie

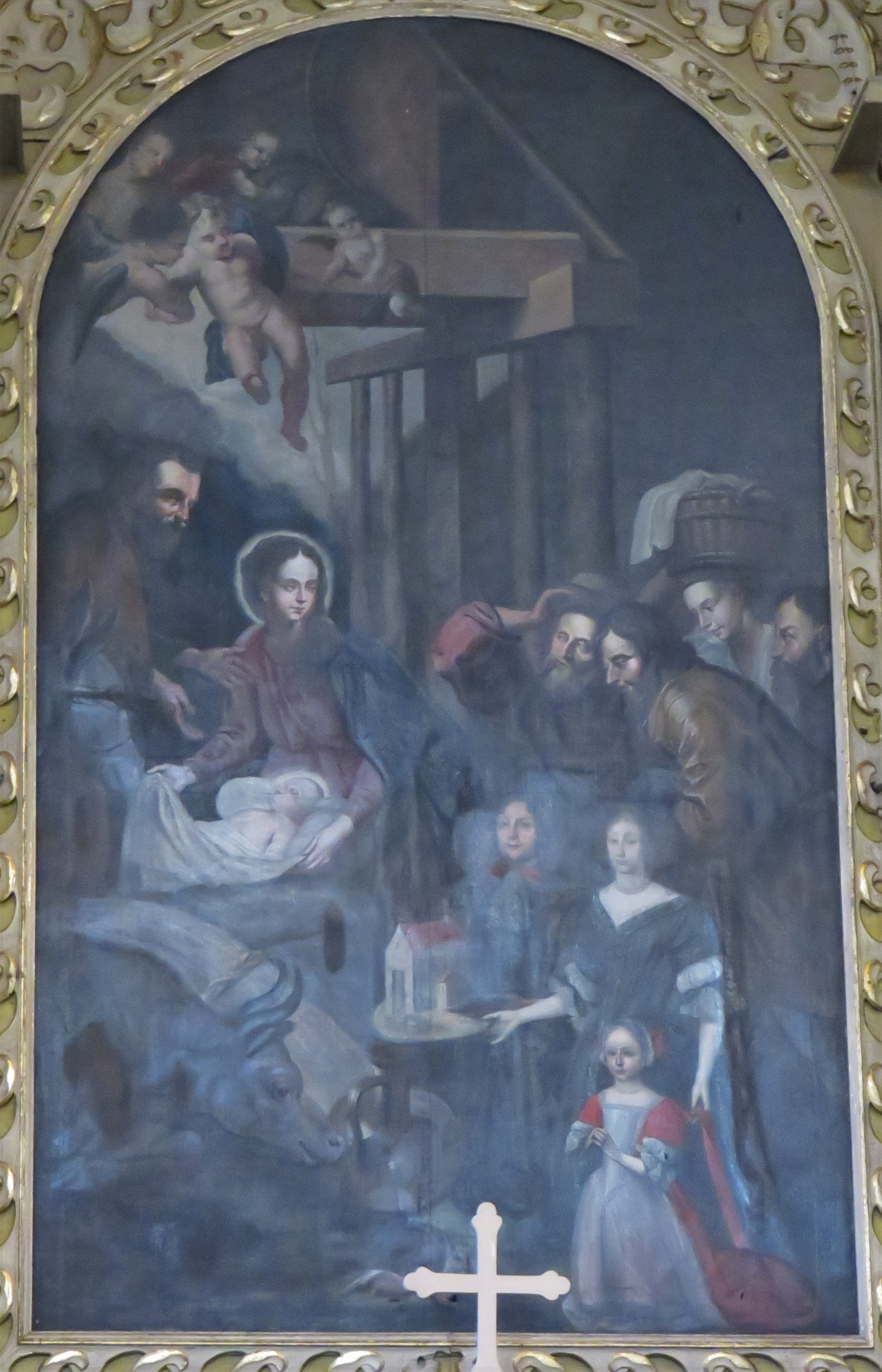
Oltářní obraz Narození Páně s rodinou zakladatele

O založení kláštera v Opočně rozhodla provinciální kapitula kapucínského řádu v roce 1673. Provinciál řádu Martinus Freibergensis se proto s tímto záměrem obrátil na majitele opočenského panství, Ludvíka Colloredo z Waldsee. Hrabě Ludvík Colloredo z Waldsee se spolu se svou manželkou Marií Eleonorou z Sinzendorfu této myšlenky ochotně ujal a již 30. června 1674 byl položen základní kámen k novostavbě. Kostel, situovaný do severovýchodní části tehdy nově vznikajícího velkého opočenského náměstí, byl vystavěn v letech 1676–78 za účasti řádového architekta P. Bruna z Českých Budějovic a italského stavitele Bernarda Minelliho. První kapucíni byli do kláštera uvedeni 23. května 1677, kostel byl ale dokončen až následujícího roku. Příchod kapucínů do Opočna souvisel se snahou posílit katolickou víru mezi lidem na opočenském panství a rekatolizovat stále ještě převážně nekatolické obyvatelstvo Opočenska.
V roce 1733 vypukl v klášteře požár, který zachvátil a zničil i budovu přilehlého kostela. Vzápětí po požáru bylo započato s obnovou a nová stavba byla dokončena již roku 1735. Tehdy však již s podporou jiné větve colloredského rodu. Z té doby také pochází vnitřní zařízení kostela. Roku 1761 došlo k přístavbě křížové chodby a mariánské kaple jižně od kostela.
V roce 1879 v klášteře žili 3 kapucínští kněží a 4 laičtí bratři. Za první světové války klášter poskytoval azyl uprchlíkům z Haliče a Bukoviny. Po druhé světové válce v klášteře vznikl sirotčinec.
Řád kapucínů působil v Opočně do roku 1950, kdy byla komunita rozehnána komunistickou státní bezpečností. Kostel připadl zdejší farnosti.
V roce 1951 byl do kláštera z Hradce Králové přestěhován sociální ústav pro ženy, založený roku 1928 jako Svatojánský ústav pro hluchoněmé a slabomyslné ženy. O chovanky původně pečovaly řádové sestry, ty však byly postupně nahrazovány zdravotnickým personálem. Poslední řádová sestra odešla roku 1983. V roce 2007 se klientky přestěhovaly do Domova Dědina, od té doby jsou budovy kláštera prázdné a zůstávají v majetku Královéhradeckého kraje. O získání areálu kláštera usiluje město Opočno, jemuž však Královéhradecký kraj nijak nevychází vstříc. Ve spolupráci s městem proto o navrácení kláštera požádal v rámci církevních restitucí kapucínský řád se záměrem darovat celý areál městu Opočnu (mimo kostela, který je v majetku církve a není předmětem restituce).

## Popis

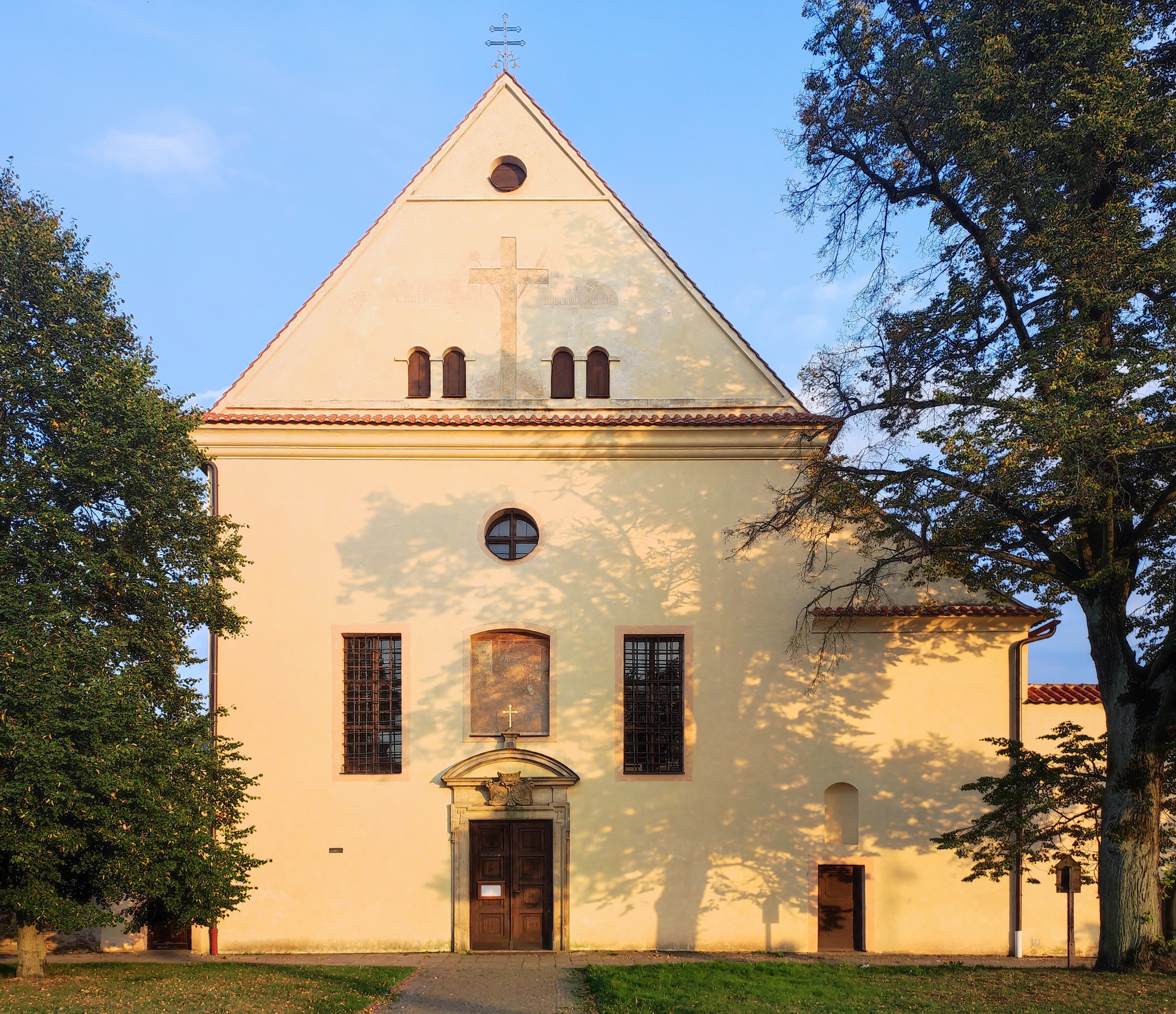
Průčelí kostela se znakem vrchnosti nad vchodem

Klášter je typickou prostou kapucínskou stavbou, s kostelem orientovaným k východu. Konventní budovy se k němu připojují na severu, se značným odstupem za hlavním průčelím. Klášter byl zřejmě od počátku obdařen velkou zahradou, ohrazenou zdí z místní opuky, v jejímž severovýchodním nároží se dochovala vyhlídková vížka.

### Interiér

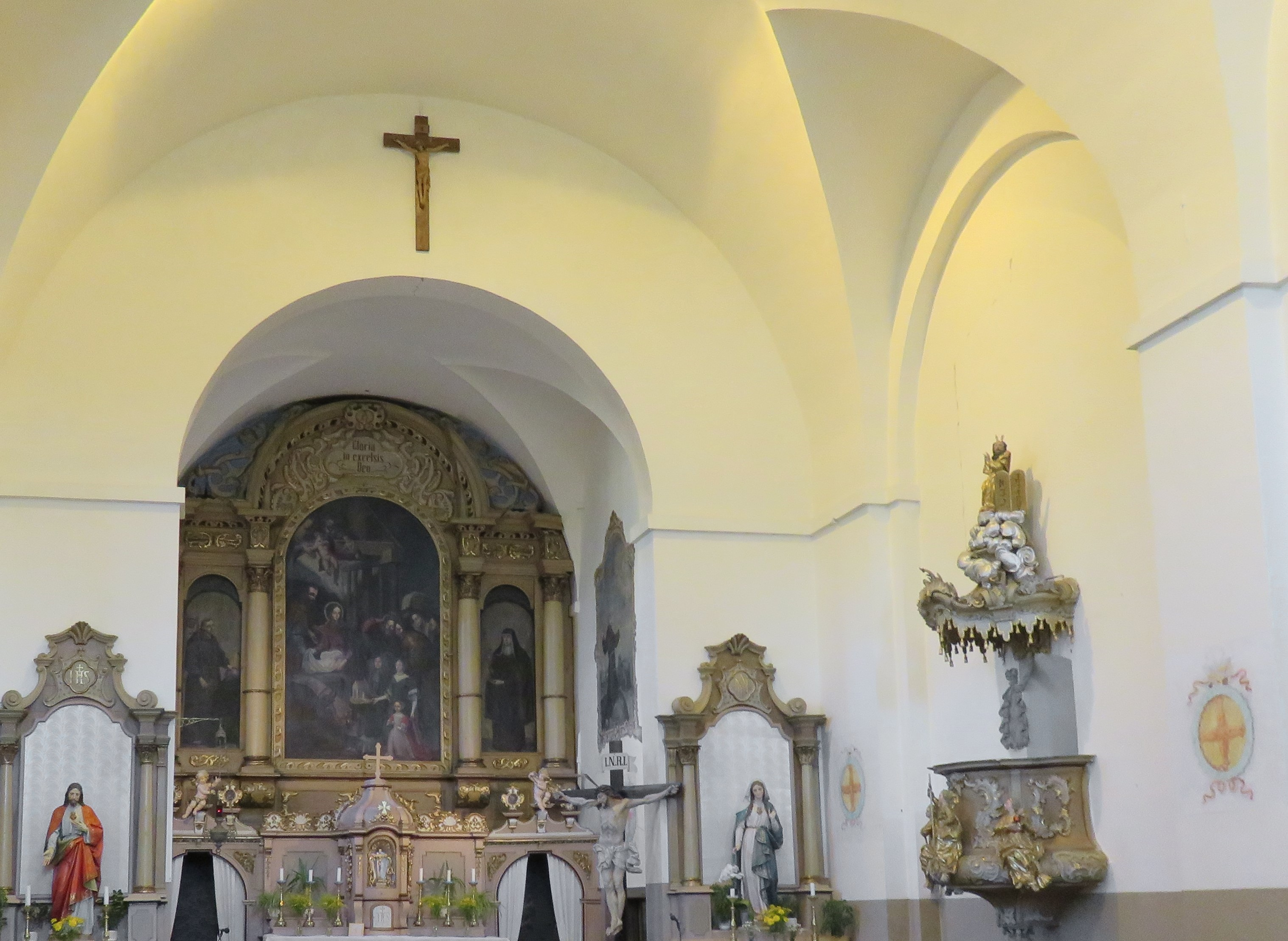
Interiér kostela

Hlavní oltářní obraz z první poloviny 18. století znázorňuje narození Ježíše Krista v Betlémě. V dolním pravém rohu obrazu se nachází portrét zakladatele kláštera Ludvíka Colloredo z Waldsee, jenž v rukou drží model kostela, jeho manželky Marie Eleonory a dcery Marie Antonie. Dřevěná kazatelna pochází rovněž z první poloviny 18. století. Na jejím řečničti se nalézají sochy božských ctností (víra, naděje a láska), na stříšce pak soška Mojžíše.
Z roku 1979 pochází ambon a oltář určený pro bohoslužby tváří k lidu. Oltář je v přední části ozdoben výjevy utrpení Páně. Ambon je zdoben obrazem sv. Františka Serafínského, jako představitele žitého evangelia. Výjevy na obětním stole i na ambonu jsou tepány ve měděné fólii. Oltář i ambon navrhl a výjevy tepal hronovský farář Václav Hartman.

## Opočenská porcinkule
S kapucínským kostelem Narození Páně souvisí počátky každoročně nejvýznamnější události v kulturním životě města Opočna – opočenské porcinkule. Původně se jednalo církevní pouť, pořádanou na počátku srpna u příležitosti významného františkánského svátku, oslavujícího vysvěcení kaple P. Marie Andělské nedaleko italského města Assisi (lidově se jí říká Porciunkule, odtud název pouti) dne 2. srpna 1208. Rozbořený kostelík tehdy před zkázou zachránil sv. František z Assisi, zakladatel františkánů, mezi něž se řadí i kapucíni.